# Glomerellina laurae
Glomerellina laurae är en mångfotingart som beskrevs av Filippo Silvestri 1908. Glomerellina laurae ingår i släktet Glomerellina och familjen klotdubbelfotingar. Inga underarter finns listade i Catalogue of Life.